# 홍성석
홍성석(洪性奭, Hong Seong-Seok, 1960년 12월 12일~ )은 대한민국의 시각예술가이다.

## 전시경력

### 개인전
- 2007 ‘탐라별곡’(제주도문예회관 전시실, 제주, 대한민국)
- 2003 ‘생경한 풍경’ 갤러리창 기획초대(서울, 대한민국)
- 2002 2002 월드컵기념 ‘대한민국미술축전’ 초대(예술의 전당, 서울, 대한민국)
- 2001 ‘인간, 그 존재에 대한 독백’(인사갤러리, 서울, 대한민국)
- 1995 FABIAN WATER GALLERY 초대(바젤, 스위스)
- 1993 ‘비생명적 문화에 대한 소고’(세종갤러리, 제주, 대한민국)
- 1993 ‘비생명적 문화에 대한 소고’(단성갤러리, 서울, 대한민국)

### 단체전
- 대한민국화랑미술제(예술의 전당, 서울)
- 찾아가는 미술관(대한민국국립미술관기획)
- 한 시대의 연금술 엿보기(부산시립미술관, 대한민국)
- Syrlin Stuttgarter Kunstverein 초대전(슈투트가르트, 독일)
- Mangisch Gallery 초대전(취리히, 스위스)
- 기당미술관 개관 10주년기념 특별전(제주, 대한민국)

외 다수

## 작품소장
- 부산시립미술관
- 기당미술관
- 제주현대미술관
- 제주특별자치도 문화진흥본부
- 대한민국국립미술관 미술은행

외 다수